# Dorfkirche Frankendorf (Luckau)

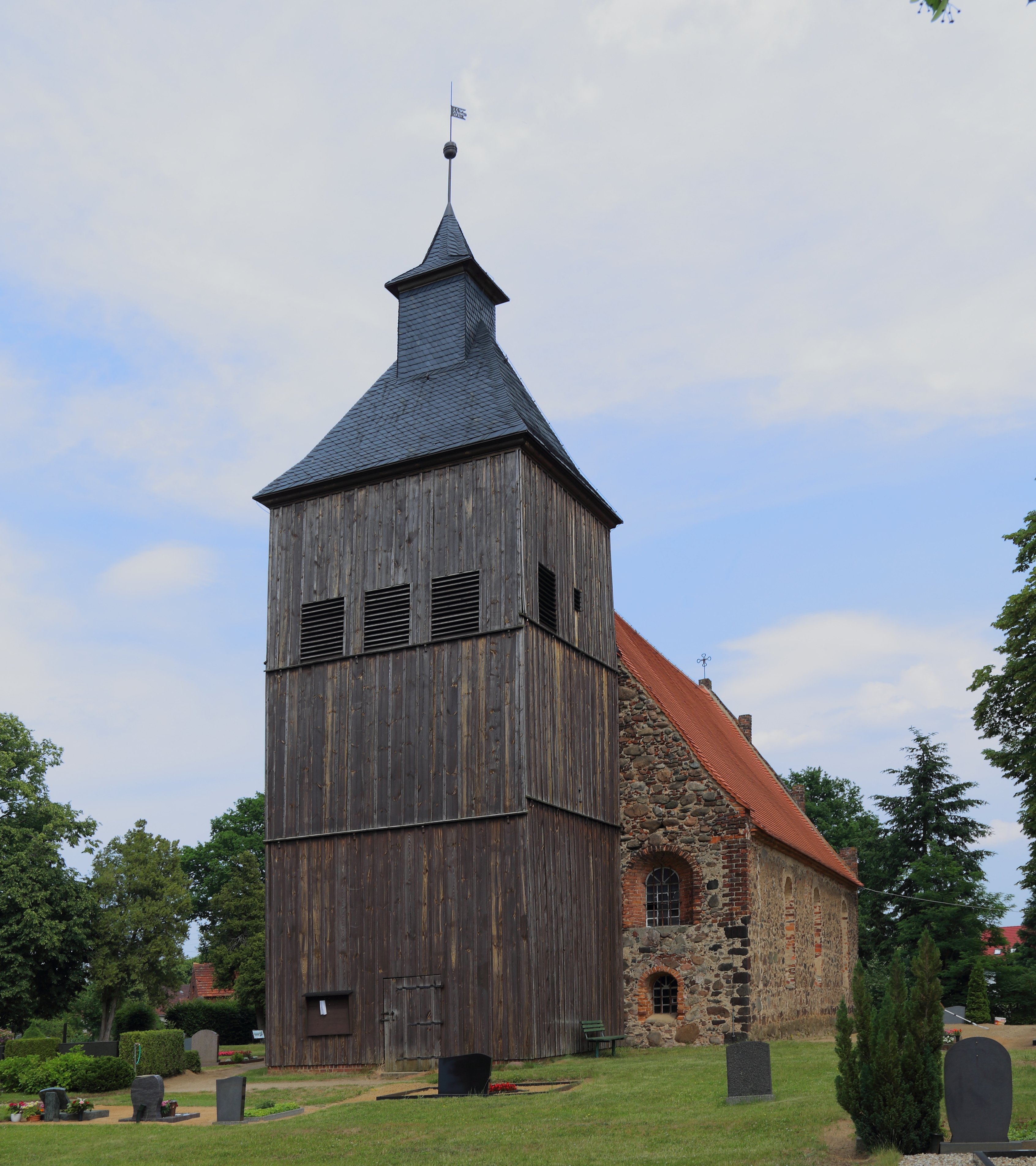
Dorfkirche Frankendorf, Westturm (2015)

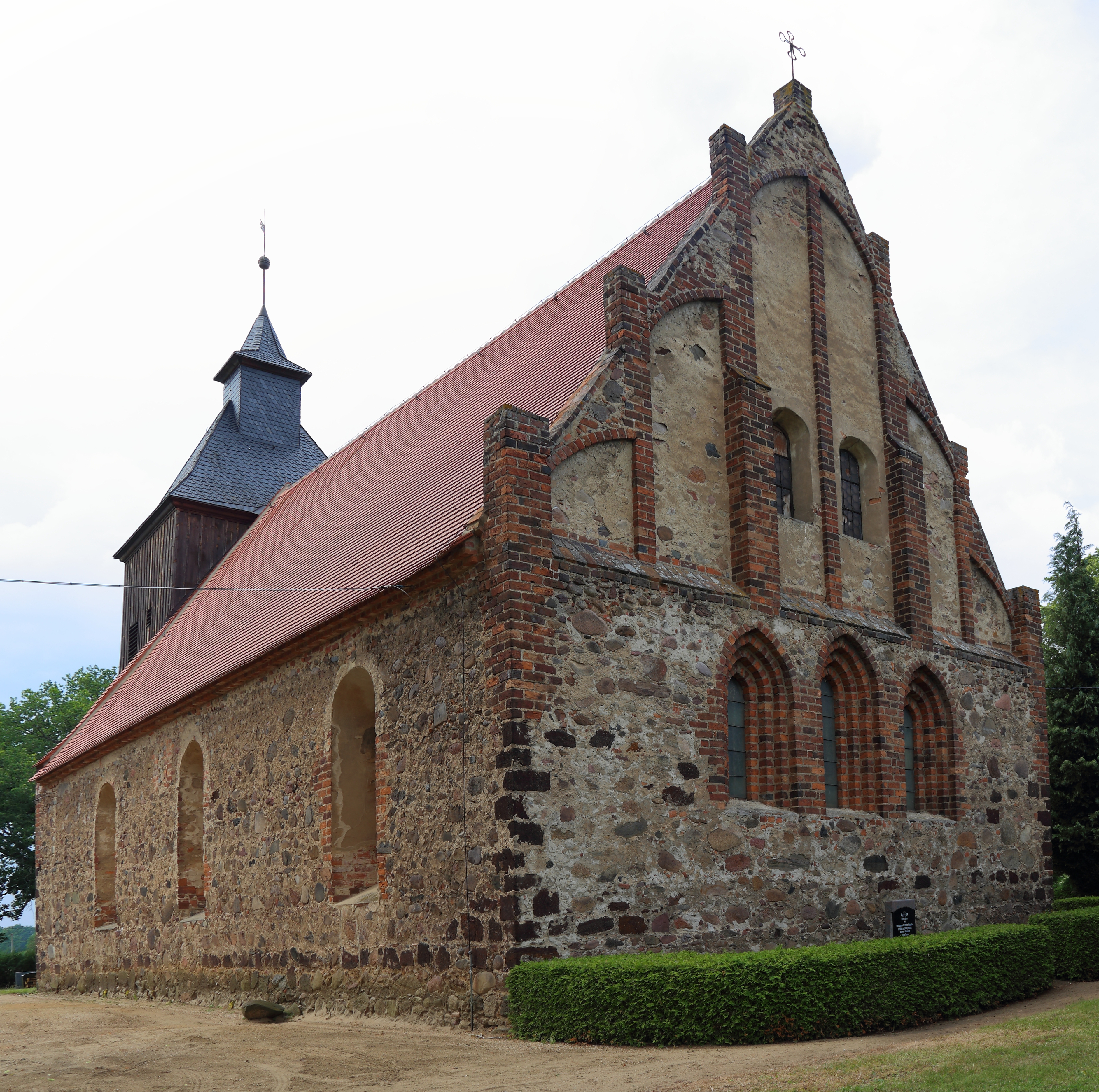
Dorfkirche Frankendorf, Ostschluss (2015)

Die Dorfkirche Frankendorf ist das Kirchengebäude des Ortes Frankendorf im Landkreis Dahme-Spreewald in Brandenburg. Die Kirche gehört der evangelischen Kirchengemeinde Görlsdorf-Frankendorf im Pfarrsprengel Görlsdorf und ist Teil des Kirchenkreises Niederlausitz in der Evangelischen Kirche Berlin-Brandenburg-schlesische Oberlausitz.

## Geschichte
Als Frankendorf im Jahr 1299 erstmals urkundlich erwähnt wurde, hatte das Dorf noch keine Dorfkirche. Diese wurde im 14. Jahrhundert errichtet. Das Gebäude ist ein Saalbau aus Feldsteinmauerwerk mit Einfassungen aus Raseneisensteinen. Die Ostwand der Kirche wurde im 15. Jahrhundert (die Denkmalliste des Landes Brandenburg datiert den Bau auf 1486) mit einer Dreifenstergruppe erweitert. Darüber befindet sich ein Backsteingiebel mit sechs Viertelkreisblenden. Der leicht eingezogene verbretterte Westturm wurde vermutlich um das Jahr 1711 angebaut. Auf dem Turm befindet sich ein aufgesetztes Zeltdach.
Etwa um die gleiche Zeit entstanden Veränderungen an den seitlichen Fenstern. An der nördlichen Seite des Gebäudes der befindet sich ein profiliertes Spitzbogenportal, die Türblätter sind auf das Jahr 1565 datiert. An den seitlichen Wänden befinden sich zwei Rundbogenfenster im Norden und drei Rundbogenfenster im Süden. Die Backsteinvorhalle an der Nordwand wurde zu Beginn des 20. Jahrhunderts angebaut. Im Inneren der Kirche befindet sich eine Balkendecke sowie Emporen an der Nord- und Westseite. In den Ostfenstern befinden sich noch spätgotische Glasmalereifragmente aus dem 15. Jahrhundert, die die Kreuzigung Jesu und den Schmerzensmann darstellen.  Die Orgel in der Kirche wurde 1803 von dem Orgelbauer Carl Gotthold Claunigk gebaut und steht von der Kirche unabhängig ebenfalls unter Denkmalschutz.
Im November 2002 wurde die Turmspitze der Kirche saniert und mit einem neuen Wetterhahn bestückt. Kurz danach erhielt der Turm eine neue Holzverkleidung.
Bereits im 19. Jahrhundert gehörte Frankendorf zur damaligen Kirchengemeinde Görlsdorf und zur Superintendentur Luckau, die später in den Kirchenkreis Luckau umgeformt wurde. Bis 1945 gehörte der Kirchenkreis zur Kirchenprovinz Mark Brandenburg und danach zur Evangelischen Kirche in Berlin-Brandenburg. Am 1. März 1998 fusionierte der Kirchenkreis Luckau mit dem Kirchenkreis Lübben-Calau zu dem neuen Kirchenkreis Lübben, seit 2004 ist die Kirchengemeinde Görlsdorf-Frankendorf ein Teil der Evangelischen Kirche Berlin-Brandenburg-schlesische Oberlausitz. 2010 fusionierte der Kirchenkreis Lübben mit dem Kirchenkreis Finsterwalde zum heutigen Kirchenkreis Niederlausitz.